# Senggo Airport
Senggo Airport är en flygplats i Indonesien.   Den ligger i provinsen Papua, i den östra delen av landet, 3 600 km öster om huvudstaden Jakarta. 
Terrängen runt Senggo Airport är mycket platt, och sluttar österut. Runt Senggo Airport är det mycket glesbefolkat, med 4 invånare per kvadratkilometer. Det finns inga samhällen i närheten. I omgivningarna runt Senggo Airport växer i huvudsak städsegrön lövskog.